# Afrotyphlops congestus
Afrotyphlops congestus — вид змій родини сліпунів (Typhlopidae). Мешкає в Центральній і Східній Африці.

## Поширення і екологія
Afrotyphlops congestus мешкають в Нігерії, Камеруні, Центральноафриканській Республіці, Екваторіальній Гвінеї (зокрема на острові Біоко), Габоні, Республіці Конго, Демократичній Республіці Конго, Анголі (Кабінда) і західній Уганді, спостерігалися в Танзанії. Вони живуть у вологих тропічних лісах басейну Конго, в галерейних лісах (особливо на сході ареалу, в Уганді), трапляються у вторинних лісах та на плантаціях. Ведуть риючий спосіб життя. Живляться мурахами і термітами.